# Chamunda chamunda
Chamunda chamunda là một loài bướm ngày thuộc họ Bướm nâu. Chúng là loài duy nhất trong chi Chamunda.